# Till Feser
Till Feser (* 26. September 1972 in Wilhelmshaven) ist ein ehemaliger deutscher Eishockeyspieler, der für die Adler Mannheim und die Düsseldorfer EG in der Deutschen Eishockey Liga aktiv war.

## Spielerkarriere
Der 1,85 m große Flügelstürmer begann seine Karriere in den Jugendmannschaften bzw. später bei den Profis des ECD Sauerland in der 2. Bundesliga, bevor er zur Saison 1992/93 in die Bundesliga zum BSC Preussen wechselte. Nach einem Jahr in der Hauptstadt unterschrieb der Linksschütze einen Vertrag beim Mannheimer ERC, für deren DEL-Team, die Adler Mannheim, er auch nach Gründung der neuen höchsten deutschen Profispielklasse auf dem Eis stand. Mit den Adlern gewann Feser 1997 die Deutsche Meisterschaft, wechselte dann in die zweitklassige 1. Liga zu den Hamburg Crocodiles.
Seit der Saison 1998/99 spielte Till Feser für die Düsseldorfer EG, mit denen er in der Saison 1999/00 in die DEL aufstieg. Seine Profikarriere beendete der Stürmer ein Jahr später, spielte allerdings in der Saison 2002/03 noch einmal bei den Ratinger Ice Aliens in der Regionalliga.
Dem Eishockeysport blieb Feser auch nach seinem Karriereende als Mitglied des DEL-Disziplinarausschusses verbunden.  

### International
Für die Deutsche Juniorennationalmannschaft bestritt Till Feser sieben Spiele bei der U20-Junioren-Weltmeisterschaft 1992, er erzielte dabei drei Tore. 1996 gewann er mit der deutschen Nationalmannschaft den Deutschland Cup.

## Erfolge und Auszeichnungen
- 1990 Meister der 2. Bundesliga mit dem ECD Sauerland
- 1997 Deutscher Meister mit den Adler Mannheim

## Karrierestatistik
(Legende zur Spielerstatistik: Sp oder GP = absolvierte Spiele; T oder G = erzielte Tore; V oder A = erzielte Assists; Pkt oder Pts = erzielte Scorerpunkte; SM oder PIM = erhaltene Strafminuten; +/− = Plus/Minus-Bilanz; PP = erzielte Überzahltore; SH = erzielte Unterzahltore; GW = erzielte Siegtore; 1 Play-downs/Relegation; Kursiv: Statistik nicht vollständig); 2nur Saison 1998/99; 3ohne Saison 1998/99

## Persönliches
Neben seiner Eishockeykarriere studierte Feser von 1998 bis 2005 Humanmedizin an der Heinrich-Heine-Universität Düsseldorf. Im Jahr 2005 begann der Mediziner seine ärztliche Weiterbildung am BG Klinikum Duisburg. Im Anschluss wechselte er in die Orthopädie und Wirbelsäulenchirurgie an das St.-Vinzenz-Krankenhaus in Düsseldorf-Derendorf. 2015 gründet er dann seine eigene Praxis in Düsseldorf, die im Juli 2019 um einen weiteren Standort in der Stadt erweitert wurde.
Auch seine Brüder Lutz Feser und Klaas Feser waren in den 1990er und 2000er Jahren als Eishockeyspieler aktiv.